# 1028

## Esdeveniments
- 14 d'abril — Enric III, fill de Conrad II, és escollit rei dels alemanys.
- El rei Sanç III de Navarra conquereix Castella.
- Canut el Gran esdevé rei de Noruega.
- 12 de novembre — L'emperador romà d'Orient, Constantí VIII, casa la seva filla Zoè amb Romà Argir, l'hereu que havia escollit.
- 15 de novembre — Romà Argir esdevé emperador romà d'Orient amb el títol de Romà III.

## Necrològiques
- 5 de maig — Alfons V, rei de Lleó i Galícia
- 15 de novembre — Constantí VIII, emperador romà d'Orient (nat el 960)
- Fujiwara no Michinaga, regent del Japó (nat el 966)